# Protosialis afra
Protosialis afra là một loài côn trùng trong họ Sialidae thuộc bộ Megaloptera. Loài này được Navás miêu tả năm 1936.